# Tindouf
Tindouf is een stad in Algerije en is de hoofdplaats van de provincie Tindouf. Tindouf telt naar schatting 46.000 inwoners. Er is ook een basis van de Algerijnse luchtmacht gelegen.

## Grote ijzerertsreserves
In de omgeving van de stad zijn in de 60'er jaren van de vorige eeuw twee grote ijzerertsvoorraden aangetroffen bij Gara Djebilet en Mechri Abdelaziz. De totale ertsreserve wordt getaxeerd op 3,5 miljard ton waarvan ongeveer de helft zou kunnen worden ontgonnen. Het Algerijnse energiebedrijf Sonatrach zoekt naar partners om deze reserves te exploiteren, maar zonder resultaat. Een productie van 20 à 40 miljoen ton per jaar is mogelijk. Dit impliceert een enorme uitbreiding van de productie; in de periode 2000 en 2010 produceerde het land tussen de 1,5 en 2 miljoen ton ijzererts op jaarbasis. Dit erts wordt vooral gebruikt in de El-Hadjar staalfabriek in Annaba.
Een groot probleem is de geïsoleerde locatie. De reserve van Gara Djebilet ligt op ongeveer 130 kilometer ten zuidoosten van Tindouf bij de grens met Mauritanië. De afstand tot de kust met de Atlantische Oceaan is hemelsbreed 300 kilometer en zo'n 1.600 kilometer tot de Middellandse Zeekust. Mechri Abdelaziz ligt 250 kilometer ten oosten van Gara Djebilet. Vervoer per spoor is het meest economisch, maar problematisch gezien de grote afstanden. Het eerste plan om een spoorlijn met een lengte van 600 kilometer naar de haven van Tarfaya in Marokko aan te leggen, werd doorkruist door het conflict in de Westelijke Sahara. Een alternatief was de bouw van een 800 kilometer lange spoorlijn naar Béchar om vandaar via bestaand spoor het erts naar de noordelijke havens van Algerije te transporteren. In 2006 kreeg het Braziliaanse bedrijf Vale do Rio Doce toestemming om erts te gaan winnen in het gebied, maar dit sprong af.
Een tweede probleem is het hoge fosforgehalte van het ijzererts.
Op 12 maart 2017 werd een overeenkomst getekend met Sinosteel om de mijn te ontginnen. In 2022 opende de mijn met een export van 2 à 3 miljoen ton per jaar. Na 2025 zou dit gevoelig stijgen, tot 60 miljoen ton per jaar.

## Onderwijs
In Tindouf heeft 6,1% van de mensen tertiair onderwijs gevolgd. 18,8% Heeft een middelbareschooldiploma. In totaal is 75% van de mensen geletterd. Voor de mannen is dit 79,7% en voor de vrouwen 70,1%.

## Vluchtelingenkampen
Sinds de oorlog in de jaren 1970 tussen Marokko en Polisario, de onafhankelijkheidsbeweging van de Westelijke Sahara, zijn er rond Tindouf grote vluchtelingenkampen ontstaan. Deze kampen worden ook bestuurd door Polisario.